# Liste des portraits réalisés par Valentin Serov

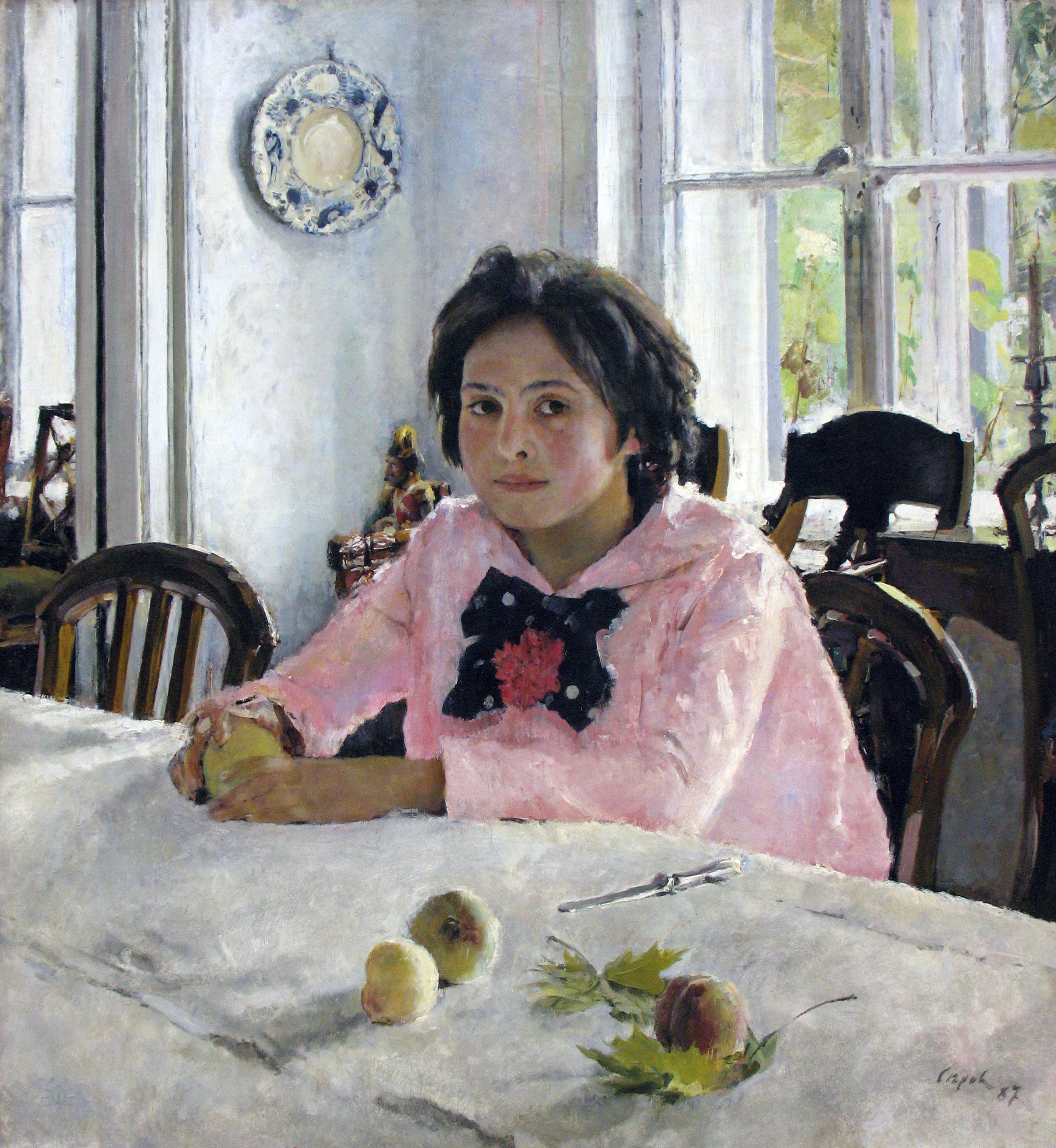
1887 La Jeune Fille aux pêches.

Cet article ne reprend que les tableaux pour lesquels une image est disponible dans la liste en langue russe Список портретов Валентина Серова (ru (ru)), qui reprend l'ensemble des portraits réalisés par ce peintre russe.
Ce qui caractérise les portraits de Valentin Serov (1865-1911), ce sont des variétés exceptionnelles de poses, sans jamais de répétition. Les modèles sont tous différents et leurs portraits doivent l'être également.
Serov capte l'image de son modèle de manière toujours particulière ; il prend son temps et choisit celle qu'il trouve comme traits les plus caractéristiques. Avant le début d'un grand portrait passionnant, Serov " courtise" son modèle. Il l'observe dans des circonstances différentes de sa vie : à la maison, au concert, dans la rue, avec des amis. Il prend de nombreux croquis qui lui donnent l'idée générale du portrait qu'il va réaliser. Parmi les œuvres des dernières années, il faut remarquer sa volonté de simplification. Le nu d'Ida Rubinstein daté de 1910, est à ce propos très représentatif de ce choix.
| Tableau | Titre | Année               | Technique                                                                           | Dimensions        | Musée |
| ------- | --- | ------------------- | ----------------------------------------------------------------------------------- | ----------------- | --- |
|         | Nicolas Simonovitch(1869-1940)                                                                                 | 1880                | huile sur toile                                                                     | 30,5 x 23         | Musée russe (depuis 1939) |
|         | Lialia Simonovitch (1872—1945)                                                                                 | 1880                | huile sur toile                                                                     | 31 x 26,5         | Musée russe (depuis 1937) |
|         | Moujik v armiake                                                                                               | 1880                | huile sur toile                                                                     | 68,5 х 53         | Collection privée. |
|         | Pavel Tchistiakov (1832—1919).                                                                                 | 1881                | Papier, crayons italiens                                                            | 34 x 25,3         | Galerie Tretiakov (depuis 1924) |
|         | Vera Alexeïevna Repine                                                                                         | 1882                | toile sur carton, huile                                                             | 29,5 x 26,4       | collection privée |
|         | Autoportrait                                                                                                   | 1883                | Papier, mine de plomb                                                               | 34 x 26           | Musée russe (depuis 1912) |
|         | Lioudmila Anatolievna Mamontova                                                                                | 1884                | huile sur toile                                                                     | 57 x 45           | Musée national de Novgorod(depuis 1925)                                                                                                |
|         | Amazone. Maria Fiodorovna Mamontova                                                                            | 1884                | papier sur carton, mine de plomb                                                    | 32,6 x 24,2       | Collection privée |
|         | Autoportrait                                                                                                   | 1885                | huile sur toile                                                                     | 50 x 40           | Collection privée. |
|         | Olga Fiodorovna Troubnikova                                                                                    | 1885                | Huile sur toile                                                                     | 88 x 71           | Galerie Tretiakov. |
|         | Savva Mamontov                                                                                                 | 1885                | Huile sur toile                                                                     | 62 x 58,2         | Musée des beaux-arts de Toula depuis 1965                                                                                              |
|         | Autoportrait                                                                                                   | 1885                | Papier, Mine de plomb et crayon italien                                             | 34 x 25,5         | Galerie Tretiakov (depuis 1914) |
|         | Olga Troubnikova                                                                                               | 1885                | Papier et mine de plomb                                                             | 15 x 15,5         | Collection privée(famille Serov). |
|         | Olga Troubnikova                                                                                               | 1885                | papier, crayon                                                                      | 14,5 x 8,5        | Collection privée (famille Serov). |
|         | Maria Yakoblevna Van Sandt.                                                                                    | 1886                | Huile sur toile                                                                     | 65 x 55           | Musée d'art de Samara(depuis 1927) |
|         | À la fenêtre. О. F. Troubnikova                                                                                | 1886                | Toile sur carton, huile                                                             | 74,5 x 56,3       | Galerie Tretiakov |
|         | «La Jeune Fille aux pêches»                                                                                    | 1887                | Huile sur toile, huile                                                              | 91 x 85           | Galerie Tretiakov (depuis 1929) |
|         | Catherine Nikolaïevna Tchokolova.                                                                              | 1887                | Huile sur toile                                                                     | 91 x 73           | Collection privée. |
|         | Praskovia Anatolievna Mamontova.                                                                               | 1887                | Huile sur toile                                                                     | 59 x 46           | inconnu |
|         | Savva Mamontov                                                                                                 | 1887                | Huile sur toile                                                                     | 89 x 71,5         | Musée des Beaux-Arts d'Odessa (depuis 1926)                                                                                            |
|         | Semion Petrovitch Tchokolov.                                                                                   | 1887                | Huile sur toile                                                                     | 68 x 54           | Musée russe (depuis 1939) |
|         | Jeune fille éclairée par le soleil (Portrait de Maria Simonovitch)                                             | 1888                | Huile sur toile                                                                     | 89,5 x 71         | Galerie Tretiakov (depuis 1888) |
|         | Pavel Ivanovitch Blaramberg.                                                                                   | 1888                | Huile sur toile                                                                     | 59 x 49           | Galerie Tretiakov (depuis 1935) |
|         | Maria Fiodorovna Yakountchikova (Mamontova)                                                                    | 1888                | Huile sur toile                                                                     | 136 x 100         | Musée de la ville de Malmö. |
|         | Adélaïde Yakovlévna Simonovitch                                                                                | 1889                | Huile sur toile                                                                     | 87 x 69           | Musée russe (depuis 1935) |
|         | Alexandre Nikolaïevitch Serov (compositeur)                                                                    | 1889                | Huile sur toile                                                                     | 197 x 125         | Musée russe (depuis 1912) |
|         | Nadiejda Yakovlievna Derviz née Simonovitch avec un enfant (1866—1908).                                        | 1889                | Huile sur toile                                                                     | 142 x 71          | Galerie Tretiakov (depuis 1935) |
|         | Praskovia Anatolievna Mamontova                                                                                | 1889                | Huile sur toile                                                                     | 65 x 45           | Collection privée. |
|         | Sophia Mikhaïlovna Dragomirova (1871—1953).                                                                    | 1889                | Huile sur toile                                                                     | 71 x 57           | Musée national des beaux-arts de la République du Tatarstan (depuis 1927)                                                              |
|         | Autoportrait                                                                                                   | 1880                | Huile sur toile                                                                     | 29,5 x 23         | Collection privée |
|         | Angelo Masini.                                                                                                 | 1890                | Huile sur toile                                                                     | 89 x 70           | Galerie Tretiakov (depuis 1939) |
|         | Olga Fiodorovna Serov                                                                                          | 1890                | Huile sur toile                                                                     | 32 x 28,5         | Collection privée (Famille Serov) |
|         | Praskovia Dmitrievna Antipova.                                                                                 | 1890                | Huile sur toile                                                                     | 89,2 x 71,3       | Musée d'art de Iaroslavl(depuis 1920)                                                                                                  |
|         | Piotr Kontchalovsky (senior).                                                                                  | 1891                | Huile sur toile                                                                     | 69 x 64           | Musée des beaux-arts d'Ekaterinbourg (depuis 1959)                                                                                     |
|         | Francesco Tamagno,.                                                                                            | 1891                | Huile sur toile                                                                     | 78,3 x 69,2       | Galerie Tretiakov (depuis 1917) |
|         | Constantin Korovine.                                                                                           | 1891                | Huile sur toile                                                                     | 111,2 x 89        | Galerie Tretiakov |
|         | Лёля Дервиз.                                                                                                   | 1891                | Huile sur toile                                                                     | 68 x 45           | Galerie Tretiakov (depuis 1961). |
|         | Zénaïde Vassilievna Moritz.                                                                                    | 1892                | Huile sur toile                                                                     | 81 x 83           | Musée d'art de l'oblast d'Ivanov(depuis 1930)                                                                                          |
|         | Ivan Zabeline.                                                                                                 | 1892                | Huile sur toile                                                                     | 80 x 67           | Musée d'État d'Histoire |
|         | Olga Fiodorovna Tamara.                                                                                        | 1892                | Huile sur toile                                                                     | 149,6 x 98,6      | Musée d'art de Minsk (depuis 1962) |
|         | Ilia Répine | 1892                | Huile sur toile,                                                                    | 66,4 x 53,3       | Galerie Tretiakov (depuis 1925) |
|         | La grande-duchesse Olga Alexandrovna de Russie.(étude pour un portrait de groupe : «Alexandre III en famille») | 1893                | Huile sur toile                                                                     | 60 x 49           | Musée russe (depuis 1924) |
|         | Xenia Alexandrovna de Russie.(étude pour un portrait de groupe d'«Alexandre III en famille»)                   | 1893                | Huile sur toile                                                                     | 63 x 39           | Musée d'histoire, d'architecture et de peinture de Pskov (depuis 1930)                                                                 |
|         | Isaac Levitan.                                                                                                 | 1893                | Huile sur toile                                                                     | 82 x 86           | Galerie Tretiakov (depuis 1894) |
|         | Lioudmila Anatolievna Mamontova.                                                                               | 1894                | Huile sur toile                                                                     | 60 x 48           | Collection privée |
|         | Nikolaï Leskov.                                                                                                | 1894                | Huile sur toile                                                                     | 64 x 53           | Galerie Tretiakov (depuis 1894) |
|         | Lioudmila Anatolievna Mamontova                                                                                | 1894                | Pastel                                                                              | ?                 | lieu d'exposition inconnu. |
|         | Été. Portrait d'Olga Fiodorovna Serov                                                                          | 1895                | Toile, huile                                                                        | 73,5 x 93,8       | Galerie Tretiakov (depuis 1898) |
|         | Varvаrа Vassilievna Moussine-Pouchkine                                                                         | 1895                | Papier collé sur toile, pastel                                                      | 70 x 55           | Musée russe (depuis 1978) |
|         | Maria Yakovlevna Lvova                                                                                         | 1895                | Huile sur toile                                                                     | 87 x 58           | Collection privée |
|         | Mara Konstantinovna Olive.                                                                                     | 1895                | Huile sur toile                                                                     | 88 x 68,5         | Musée russe |
|         | Le grand-duc Paul Alexandrovitch de Russie                                                                     | 1897                | Huile sur toile                                                                     | 168 x 151         | Galerie Tretiakov (depuis 1933) |
|         | Maria Fiodorovna Morozova.                                                                                     | 1897                | Huile sur toile                                                                     | 108 x 87,5        | Musée russe (depuis 1934) |
|         | Sacha Serov.                                                                                                   | 1897                | Papier, aqaurelle, cérusé                                                           | 42 x 58           | Collection privée (famille Serov) |
|         | Nikolaï Rimski-Korsakov.                                                                                       | 1898                | Huile sur toile                                                                     | 94 x 111          | Galerie Tretiakov |
|         | Enfants. Sacha et Ioura Serov                                                                                  | 1899                | Huile sur toile                                                                     | 71 x 54           | Musée russe (depuis 1900) |
|         | Sophia Mikhaïlovna Botkine.                                                                                    | 1899                | Huile sur toile                                                                     | 189 x 139,5       | Musée russe (depuis 1934) |
|         | Vassili Vassilievitch Mate.                                                                                    | 1899                | Papier, eau-forte                                                                   | 21,8 x 15,2       | Musée russe |
|         | Alexandre III de Russie, au fond le port de Copenhague                                                         | 1899                | Papier, aquarelle, gouache, céruse                                                  | 41,6 x 32         | Musée russe |
|         | Alfred Pavlovitch Nourok.                                                                                      | 1899                | Papier, lithographie                                                                | 31 х 21           | Musée russe |
|         | Alexandre Pouchkine                                                                                            | 1899                | Papier, Mine de plomb, aquarelle, céruse                                            | 35 x 29,3         | Musée russe Pouchkine (depuis 1940) |
|         | Alexandre Glazounov (1865—1936).                                                                               | 1899                | Papier, mine de plomb, aquarelle, céruse                                            | 29,4 x 22         | Musée russe |
|         | Pavel Tretiakov.                                                                                               | 1899                | Papier, aquarelle, céruse, mine de plomb. Dessin noirci.                            | 21 x 12,2         | Galerie Tretiakov |
|         | Vassili Sourikov.                                                                                              | Fin des années 1890 | Huile sur toile                                                                     | 100 x 80          | Galerie Tretiakov (depuis 1961) |
|         | Michel Nikolaïevitch de Russie en veston d'intérieur.                                                          | 1900                | 90 x 75                                                                             | Galerie Tretiakov | |
|         | Nicolas II de Russie en tenue d'intérieur.                                                                     | 1900                | Huile sur toile                                                                     | 70 x 58           | Galerie Tretiakov (depuis 1914) |
|         | L'impératrice Alexandra.                                                                                       | ?                   | ?                                                                                   | ?                 | Musée russe |
|         | Isaac Levitan                                                                                                  | 1900                | Carton, pastel                                                                      | 100 x 64          | Galerie Tretiakov (depuis 1922) |
|         | Enfants de Sergueï Sergueïevitch Botkine petits-enfants de S. S. Botkine.                                      | 1900                | Papier, mine de plomb, aquarelle                                                    | 49,8 x 40,3       | Musée russe (depuis 1928) |
|         | Sophia Mikhaïlovna Dragomirova                                                                                 | 1900                | Papier sur carton, aquarelle, cérusé                                                | 43 x 41           | Galerie Tretiakov (depuis 1918) |
|         | Mikhaïl Mikhaïlovitch Morozov.                                                                                 | 1901                | Huile sur toile                                                                     | 62,3 x 70,6       | Galerie Tretiakov (depuis 1917) |
|         | Grand-duc Georges Mikhaïlovitch de Russie (1863-1919).                                                         | 1901                | Huile sur toile                                                                     | 107 x 107         | Musée d'art Radichtchev (Saratov) |
|         | Autoportrait de Serov                                                                                          | 1901                | Papier, gouache, aquarelle                                                          | 49,5 x 36         | Musée des Beaux-Arts d'Odessa(depuis 1926)                                                                                             |
|         | Vladimir Vladimirovitch von Meck                                                                               | 1901                | Papier                                                                              | 53,5 x 36         | Galerie Tretiakov (depuis 1962) |
|         | Sergueï S. Botkine (1859—1910).                                                                                | 1901                | Papier, aquarelle                                                                   | 43,6 x 35,3       | Musée russe (depuis 1928) |
|         | Ilia Répine | 1901                | Papier, aquarelle, céruse                                                           | 34,6 x 35         | Musée russe (depuis 1928) |
|         | Portrait de Zénaïda Ioussoupova ou Princesse Zénaïde Youssoupoff.                                              | 1902                | Huile sur toile                                                                     | 181,5 x 133       | Musée russe (depuis 1925) |
|         | Mikhaïl Morozov.                                                                                               | 1902                | Huile sur toile                                                                     | 215,5 x 80,8      | Galerie Tretiakov (depuis 1917) |
|         | Ilya C. Ostroukhov.                                                                                            | 1902                | Huile sur toile                                                                     | 82 x 76           | Galerie Tretiakov (depuis 1929) |
|         | А. С. Аренский., S. S. Botkin et Alexandre Glazounov à la table de jeu de carte                                | 1902                | papier jauni, pointe de mine, crayon                                                | 34,9 x 51,1       | Musée russe (depuis 1926) |
|         | Alexeï Langovoï.                                                                                               | 1902                | Papier, aquarelle, céruse                                                           | 29 x 23           | Galerie Tretiakov (depuis 1944) |
|         | Vera Pavlovna Ziloti.                                                                                          | 1902                | Papier jauni, point de mine, craie                                                  | 76 x 94           | Musée russe (depuis 1926) |
|         | Constantin Pobiedonostsev                                                                                      | 1902                | Papier, crayons de couleurs, sanguine                                               | 56 x 43           | Musée russe (depuis 1918) |
|         | Evdokia Ivanovna Loceva.                                                                                       | 1903                | Huile sur toile                                                                     | 97 x 112          | Galerie Tretiakov (depuis 1946) |
|         | Nikolaï Felixovitch Soumarokov.                                                                                | 1903                | Huile sur toile                                                                     | 89 x 68           | Musée russe (depuis 1921) |
|         | Prince Félix Youssoupov.                                                                                       | 1903                | Huile sur toile                                                                     | 89 x 71,5         | Musée russe (depuis 1921) |
|         | Felix Felixovitch Soumarokov-Elston.                                                                           | 1903                | Huile sur toile                                                                     | 89 x 71,5         | Musée russe (depuis 1921) |
|         | Anton Tchekhov.                                                                                                | 1903                | Papier, aquarelle                                                                   | ?                 | ? |
|         | Serge de Diaghilev                                                                                             | 1904                | Huile sur toile                                                                     | 97 x 83           | Musée russe (depuis 1930) |
|         | Henriette Hirschman.                                                                                           | 1904                | Carton, tempera                                                                     | 99,2 x 68,2       | Galerie Tretiakov |
|         | Cléopâtre Alexandrovna Obninskaïa avec un lièvre.                                                              | 1904                | Carton, pastel, mine de plomb                                                       | 54,5 x 46         | Musée d'état des beaux-arts de Nijni Novgorod(depuis 1972)                                                                             |
|         | Glikeria Fedotova.                                                                                             | 1905                | Toile, huile                                                                        | 123 x 95          | Galerie Tretiakov (depuis 1935) |
|         | Maria Iermolova.                                                                                               | 1905                | Huile sur toile                                                                     | 224 x 120         | Galerie Tretiakov (depuis 1935) |
|         | Maxime Gorki.                                                                                                  | 1905                | Toile, huile                                                                        | 124 x 80          | Musée appartement Maxime Gorki de Moscou (depuis 1937)                                                                                 |
|         | Fédor Chaliapine                                                                                               | 1904                | Toile, huile, mine de plomb                                                         | 235 x 133         | Galerie Tretiakov |
|         | Maria Pavlovna Botkina.                                                                                        | 1905                | Papier, crayons italiens, craie, sanguine                                           | 97 x 71,5         | Musée russe (depuis 1926) |
|         | Piotr Semionov-Tian-Chanski.                                                                                   | 1905                | Papier jauni, mine de plomb, crayons de couleur, craie                              | 67 x 51           | Musée russe (depuis 1918) |
|         | Constantin Balmont.                                                                                            | 1905                | Papier sur carton, pastel                                                           | 72,5 x 41,5       | Galerie Tretiakov |
|         | Alexandre Tourtchaninov.                                                                                       | 1906                | Huile sur toile                                                                     | 87,5 x 97,5       | Musée russe (depuis 1923) |
|         | Prince Vladimir Mikhaïlovitch Galitzine.                                                                       | 1906                | Huile sur toile                                                                     | 115 x 92          | Musée russe |
|         | Élisabeth Sergueïevna Karzinkina                                                                               | 1906                | Huile sur toile                                                                     | 104 x 73,7        | Musée d'art de Taganrog |
|         | Henriette Leopoldovna Hirschman                                                                                | 1907                | Toile, détrempe                                                                     | 140 x 140         | Galerie Tretiakov (depuis 1917) |
|         | Alexandre Pavlovitch Lensky. et Ioujine, Alexandre Ivanovitch.                                                 | 1907                | Toile, détrempe                                                                     | 149 x 143         | Galerie Tretiakov |
|         | Alexandre Vassilievitch Kassianov (1851—1925).                                                                 | 1907                | Huile sur toile                                                                     | 95 x 75           | Musée des beaux-arts de l'oblast de Tomsk                                                                                              |
|         | Enfants Kassianov                                                                                              | 1907                | Papier sur carton, sanguine                                                         | 86,5 x 68         | Galerie Tretiakov |
|         | Wanda Landowska.                                                                                               | 1907                | Papier sur carton, crayons italiens, aquarelle, céruse, pastel                      | 55,5 x 37,5       | Galerie Tretiakov (depuis 1929). |
|         | Leonid Andreïev.                                                                                               | 1907                | Carton, aquarelle, détrempé                                                         | 73,3 x 56,4       | Musée de la Littérature de Moscou (depuis 1927).                                                                                       |
|         | Leonid Andreïev                                                                                                | 1907                | Papier, lithographie                                                                | 25 x 20           | Musée des beaux-arts Pouchkine (depuis 1924).                                                                                          |
|         | Mikhaïl Vroubel                                                                                                | 1907                | Papier, sanguine, craie                                                             | 39,7 x 29,8       | Galerie Tretiakov (depuis 1917) |
|         | Dimitri Vassilievitch Stassov                                                                                  | 1908                | Toile, huile                                                                        | 66 x 47           | Musée russe (depuis 1923). |
|         | Eudoxie Sergueïevna Morozova.                                                                                  | 1908                | Huile, toile                                                                        | 114 x 75          | Galerie Tretiakov |
|         | Maria Nikolaïevna Akimova.                                                                                     | 1908                | Huile sur toile                                                                     | 77 x 62           | Galerie nationale d'Arménie(depuis 1929)                                                                                               |
|         | Nikolaï S. Posniakov.                                                                                          | 1908                | Toile, huile                                                                        | 83 x 100          | Galerie Tretiakov (depuis 1946) |
|         | Vassili Katchalov (1875—1948), artiste du peuple de l'URSS.                                                    | 1908                | Papier, graphite, crayons                                                           | 31,2 x 23,7       | Galerie Tretiakov (depuis 1917) |
|         | Constantin Stanislavski.                                                                                       | 1908                | Papier, graphite, crayon                                                            | 31 x 24           | Galerie Tretiakov (depuis 1917) |
|         | Nikolaï Rimski-Korsakov                                                                                        | 1908                | Papier sur carton, mine de plomb                                                    | 64 x 45           | Galerie Tretiakov (depuis 1920) |
|         | Nina Zakharovna Rappoport                                                                                      | 1908                | Carton, tempera                                                                     | 98,6 x 62         | Musée russe (depuis 1981) |
|         | Hélène Olive.                                                                                                  | 1909                | Carton, gouache, aquarelle, pastel                                                  | 94 x 66,2 Ovale   | Musée russe (depuis 1926) |
|         | Emanuel Nobel (1859—1932).                                                                                     | 1909                | Toile, huile                                                                        | ?                 | collection privée (Piotr Aven). |
|         | Emanuel Nobel                                                                                                  | 1909                | huile sur bois                                                                      | 40,5 x 31,5       | Emplacement du tableau inconnu. |
|         | Anna Pavlova (danseuse).                                                                                       | 1909                | Toile imprimée, coloriée, tempera.                                                  | 194 x 170         | Musée russe (depuis 1924) |
|         | Alexeï Vikoulovitch Morozov.                                                                                   | 1909                | Papier sur carton, gouache, pastel, aquarelle, céruse, sanguine, crayons de couleur | 93,4 x 59,8       | Musée national des beaux-arts de Biélorussie à Minsk (depuis 1947)                                                                     |
|         | Helena Roerich.                                                                                                | 1909                | papier, craie noire, pastel, aquarelle                                              | 64,8 x 46,6       | Ashmolean Museum, Oxford |
|         | Michel Fokine.                                                                                                 | 1909                | Papier, sanguine                                                                    | ?                 | Emplacement inconnu |
|         | Léon Bakst | 1909                | Papier sur carton, encre de Chine, gouache                                          | 47 x 34           | Musée russe (depuis 1923) |
|         | Anna Markovna Staal.                                                                                           | 1910                | tempera                                                                             | ?                 | collection privée .En 1928 la toile fut présentée à Bruxelles, lors d'une exposition d'art russe ancien et nouveau.                    |
|         | Ivan Morozov.                                                                                                  | 1910                | Carton, tempera                                                                     | 63,5 x 77         | Galerie Tretiakov (depuis 1928) |
|         | Margarita Morozova.                                                                                            | 1910                | Toile, huile                                                                        | 143 x 84          | Musée des Beaux-Arts de Dniepopetrovsk (depuis 1928).                                                                                  |
|         | Ida Rubinstein                                                                                                 | 1910                | Toile, tempera, mine de plomb                                                       | 147 x 233         | Musée russe (depuis 1911) |
|         | L. K. Narychkine                                                                                               | 1910                | Papier sur carton, mine de plomb, pastel, sanguine                                  | 90 x 70           | Collection privée. |
|         | Oskar Ossipovitch et Roza Gavrilovna Grusenberg                                                                | 1910                | Toile, tempera                                                                      | 100 x 60          | emplacement inconnu. Fut vendu le 6 décembre 2012 à Miami par la salle de vente " FAAM " (Fine Art Auction Miami) pour $ 4,1 millions. |
|         | Sergueï Mouromtsev                                                                                             | 1910                | Toile, tempera                                                                      | 140 x 107         | Musée de l'État de Géorgie (depuis 1927)                                                                                               |
|         | Vaslav Nijinski                                                                                                | 1910                | Papier carton, crayon                                                               | 15,5 x 9,5        | Musée d'art théâtral et musical de Saint-Pétersbourg (depuis 1921)                                                                     |
|         | Isabelle Ioulevna Grünberg                                                                                     | 1910                | Papier, crayons, aquarelle, céruse                                                  | 66 x 42,5         | Emplacement du tableau inconnu. |
|         | Sophia Vladimirovna Olsoufieva                                                                                 | 1910                | Papier, Mine de plomb, gouache, craie                                               | 107 x 82          | Musée des beaux-arts Pouchkine |
|         | Anna Grigorievna Gindus                                                                                        | 1910—1911           | Toile, huile                                                                        | ?                 | Musée national des beaux-arts de Biélorussie                                                                                           |
|         | Alexeï Alexandrovitch Stakhovitch (1856—1919)                                                                  | 1911                | Toile, huile                                                                        | 48 x 60           | Maison-musée Constantin Stanislavski                                                                                                   |
|         | Vladimir Ossipovitch Hirschman                                                                                 | 1911                | Toile, huile                                                                        | 96 x 77,5         | Galerie Tretiakov (depuis 1917) |
|         | Elena Alexeïevna Balina                                                                                        | 1911                | Toile, huile                                                                        | 106 x 77          | Musée des Beaux-arts de Nijni-Novgorod (depuis 1929)                                                                                   |
|         | Portrait de la princesse Olga Orlova.                                                                          | 1911                | Toile, tempera                                                                      | 237,5 x 160       | Musée russe (depuis 1912) |
|         | Henriette Leopoldovna Hirschman.                                                                               | 1911                | Carton, pastel                                                                      | 94,4 x 76 Ovale   | Galerie Tretiakov (depuis 1917) |
|         | Nadejda Petrovna Lamanova.                                                                                     | 1911                | Carton, pointe de mine, craie, sanguine                                             | 102 x 75          | Collection particulière |
|         | Princesse Olga Constantinovna Orlova                                                                           | 1911                | Papier, crayons de couleur, mine de plomb                                           | 65,3 x 49,2       | Musée russe (depuis 1926) |
|         | Princesse Polina Ivanovna Chtcherbatova.                                                                       | 1911                | Toile, mine de plomb, tempera, pastel. Non achevé à cause de la mort du peintre.    | 242 x 184         | Galerie Tretiakov (depuis 1911) |

- (ru) Cet article est partiellement ou en totalité issu de l’article de Wikipédia en russe intitulé « Список портретов Валентина Серова » (voir la liste des auteurs).